# Fotoclubismo
O fotoclubismo é um tipo de associativismo em que os membros se juntam para discutir ou realizar ações com objeto de promover o desenvolvimento da fotografia. Os primeiros Fotoclubes apareceram na França e na Inglaterra ainda em meados de 1850. 

## História
A fotografia foi anunciada ao mundo, oficialmente ,em Paris, na Academia de Ciências da França, no dia 19 de agosto de 1839, consagrando o processo desenvolvido por Louis Jacques Mandé Daguerre.
Hércules Florence, na então pequena Vila de São Carlos (hoje a cidade de Campinas, SP), já realizara fotografias em janeiro de 1833 e foi o criador, em 1832[carece de fontes?].

### No Brasil
No Brasil, a primeira associação de que se tem notícia aconteceu em Porto Alegre por volta de 1918, onde elementos da colônia alemã fundaram o "Photo Club Helios". Segundo alguns, tentativa anterior ocorrido no Rio de Janeiro, cerca de 1910, com o "Photo Club do Rio de Janeiro", mas dele praticamente nada se sabe. Movimento mais consistente surgiu, ainda no Rio de Janeiro, em 1923, com o "Photo Clube Brasileiro" que reuniu os mais destacados amadores e profissionais do então Distrito Federal e encetou profícuo trabalho de divulgação da fotografia artística, publicando inclusive uma revista.
Em 1950 o movimento fotoclubista atinge o seu maior potencial artístico e social, resultando na realização da primeira Convenção Brasileira de Arte Fotográfica e o surgimento de entidades nacionais como a a União Nacional de Fotoclubes e a Confederação Brasileira de Fotografia e Cinema, que passou a fazer parte da Fédération Internationale de l'Art Photographique (FIAP).